# Syndrome
I Syndrome (シンドローム?, Shindorōmu) sono stati un gruppo musicale visual kei giapponese, fondati dal proprietario della Matina KISAKI nel gennaio del 2000.

## Formazione
- ASAGI (浅葱?), 29/08/1974 - voce
Precedentemente nei JE*REVIENS, successivamente nei D. Diventa membro dei Syndrome il 01/07/2001.
- SIN (SIN?), 04/02/? - chitarra
Precedentemente nei Vasalla, successivamente nei D. Diventa membro dei Syndrome il 01/07/2001.
- Ruiza (Ruiza?), vero nome Yoshiyuki Nakahama (中浜慶幸?), 18/02/1979 - chitarra
Precedentemente nei LAYBIAL, successivamente nei D.
- KISAKI (KISAKI?), vero nome Tadashi Matsūra (松浦忠史?), 03/10/1976 - basso
Precedentemente nei MIRAGE, successivamente nei Phantasmagoria.
- Shion (紫音?), 20/10/? - batteria e sintetizzatore
Noto anche come Takuma (拓馬?). Precedentemente nei LAYBIAL, successivamente nei TINC.

### Ex componenti
- Tatsuya (龍夜?), vero nome Tatsuya Ijima (飯島竜也?), 27/04/1981 - voce
Precedentemente nei Crescent, successivamente negli ELECTNINE. Lascia la band il 20/06/2001.
- Ken (Ken?) - chitarra, 14/07/1981
Noto anche come Ken'ichi (健一?).Precedentemente nei Crescent, successivamente nei Merry. Lascia la band il 20/06/2001.

## Discografia

### Album

#### Mini-album
- 20/12/2000 - Sosei (蘇生?)
- 05/04/2002 - CORE -Hakuchūmu- (CORE -白昼夢-?)
- 05/04/2002 - CORE -Kuyautsutsu- (CORE -黒夜現-?)

#### Raccolte
- 29/05/2002 - CORE -editional selections- (CORE -editional selections-?)
- 04/07/2007 - Best Collection 2000～2002 (Best Collection 2000～2002?)

### Singoli
- 21/07/2000 - Namida no kagen... (涙ノ下弦...?)
- 22/11/2000 - fiction (fiction?)
- 20/01/2001 - SLEPT DOLL (SLEPT DOLL?); venduto a un concerto
- 28/02/2001 - Nostalgia (Nostalgia?)
- 06/06/2001 - ...if~reflect yourselves~ (...if～reflect yourselves～?)
- 10/06/2001 - DEARS... (DEARS...?); venduto a un concerto
- 14/03/2002 - Megaromania (Megaromania?); venduto su ordinazione via posta
- 07/08/2002 - Sayoshigure (小夜時雨?)
- 29/09/2002 - Shigaitan (死街譚?); venduto su ordinazione via posta

### VHS
- 25/04/2001 - thread of promise (thread of promise?)
- 30/10/2002 - Le cirque de soir (Le cirque de soir?)

### Altro

#### Demo tape
- 15/03/2000 - SEXUAL (SEXUAL?)
- 01/10/2000 - Vogue (Vogue?)
- 25/03/2001 - De≠Light (De≠Light?)
- 23/11/2001 - Sonzairiyū~raison d'être~ (存在理由～raison d'être～?)

#### Boxset
- 05/04/2002 - CORE -special box- (CORE -special box-?)

#### Materiale semi-promozionale
Uscite generalmente date in omaggio ad alcuni eventi per promuovere successive uscite della band.

##### Audio
- 01/03/2000 - Usagi to hitsuji (兎と羊?)
- 15/06/2000 - destruction of SEXUAL (destruction of SEXUAL?); audiocassetta
- 10/09/2000 - 「Tō~age1945~」～Psycho Cremation～ (「蟷～age1945～」～Psycho Cremation～?); audiocassetta
- 20/01/2001 - Usagi to hitsuji~new version~ (兎と羊～new version～?)
- 27/04/2002 - Albino -ACOUSTIC VERSION- (アルビノ-ACOUSTIC VERSION-?, Arubino-ACOUSTIC VERSION-)

##### Video
- 10/06/2001 - ~Completion xxx First Episode~ (～Completion xxx First Episode～?)
- 10/08/2000 - Shōkōgun~FILM:I~ (症候群～FILM:I～?)
- 14/02/2001 - Shōkōgun~FILM:II~ (症候群～FILM:II～?)
- 31/05/2001 - Shōkōgun~FILM:III~ (症候群～FILM:III～?)
- 25/07/2001 - Shōkōgun~FILM:IV~ (症候群～FILM:IV～?)
- 01/12/2001  - "Ⅰ" OFFICIAL BOOTLEG VIDEO~Baraki~ (「Ⅰ」 OFFICIAL BOOTLEG VIDEO～薔薇姫～?)
- 25/06/2002  - "Ⅱ" OFFICIAL BOOTLEG VIDEO~Silver~ (「Ⅱ」 OFFICIAL BOOTLEG VIDEO～Silver～?)
- 25/06/2002 - "Ⅲ" OFFICIAL BOOTLEG VIDEO~Suichūka~ (「Ⅲ」 OFFICIAL BOOTLEG VIDEO～水中花～?)
- 25/06/2002 - "Ⅳ" OFFICIAL BOOTLEG VIDEO~I never lose -Gokusaishiki no akumu- (「Ⅳ」 OFFICIAL BOOTLEG VIDEO～I never lose -極彩色の悪夢-?)
- 31/08/2002 - Art a part entier (Art a part entier?)

#### Apparizioni su compilation
- 26/04/2000 - PRELUDE (PRELUDE?)
- 18/08/2000 - Nouvelle Vague Special (Nouvelle Vague Special?); videocassetta
- 14/10/2000 - Shock Edge 2000 (Shock Edge 2000?)
- 21/12/2000 - FUTURE INVASION DREAM I (FUTURE INVASION DREAM I?)
- 31/01/2000 - PRELUDE:2~en effort of resalt~ (PRELUDE:2～en effort of resalt～?)
- 25/04/2001 - PRELUDE:3~en effort of resalt~ -FILM- (PRELUDE:3～en effort of resalt～ -FILM-?); videocassetta
- /20/06/2001 - B.J.maniac (B.J.maniac?)
- 30/10/2002 - PRELUDE:IV~an illusion of iridescent~ (PRELUDE:IV～an illusion of iridescent～?)
- 14/02/2003 - Matina 1997~2002 (Matina 1997～2002?)